# Sinfonía de juventud
Sinfonía de juventud es una película en blanco y negro de Argentina dirigida por Oscar Carchano, sobre su propio guion escrito en colaboración con Jack Davison que se estrenó el 24 de febrero de 1955 y que tuvo como protagonistas a Tito Alonso, Beatriz Taibo, Juan Carlos Barbieri y Duilio Marzio.

## Sinopsis
Las vivencias de varios jóvenes que practican música y quieren formar una orquesta.

## Reparto
- Tito Alonso
- Beatriz Taibo
- Juan Carlos Barbieri
- Pedro Hurtado
- Patricia Castell
- Luis Dávila
- Pascual Nacaratti
- Duilio Marzio
- Saúl Jarlip
- Rolando Dumas
- María Esther Corán
- Leda Zanda
- Orquesta Sinfónica de la Municipalidad de Avellaneda

## Comentarios
La Razón opinó:

”El motivo básico, generoso y noble, no ha tenido fortuna al ser objetivado en la pantalla.”

Por su parte Manrupe y Portela escriben:

”Producción simple y olvidada acerca de la música clásica. Destaca la inclusión de músicos argentinos.”